# World Cup 1998 (Tischtennis)
| 1997 ← World Cup → 1999 | 1997 ← World Cup → 1999                  | 1997 ← World Cup → 1999      |
| ----------------------- | ---------------------------------------- | ---------------------------- |
|                         | Männer                                   | Frauen                       |
| Datum                   | 15.10.–18.10.                            | 06.11.–08.11.                |
| Ort                     | Shantou                                  | Taipeh                       |
| Auflage                 | 19                                       | 3                            |
| Sieger                  | Jörg Roßkopf Kim Taek-soo Zoran Primorac | Wang Nan Li Ju Tong Fei-Ming |

Der Tischtennis-World Cup 1998 fand für die Männer in seiner 19. Austragung vom 15. bis 18. Oktober im chinesischen Shantou und für die Frauen in seiner 3. Austragung vom 6. bis 8. November im taiwanesischen Taipeh statt. Gold ging an den Deutschen Jörg Roßkopf und Wang Nan aus China.

## Modus
An jedem Wettbewerb nahmen 16 Sportler teil, die auf vier Gruppen mit je vier Sportlern aufgeteilt wurden. Die Gruppenersten und -zweiten rückten in die im K.o.-Modus ausgetragene Hauptrunde vor. Die Halbfinal-Verlierer trugen ein Spiel um Platz 3 aus. Gespielt wurde in der Gruppenphase mit zwei Gewinnsätzen, danach mit drei Gewinnsätzen.

## Teilnehmer
| Platz | Männer               | TN | Frauen           | TN |
| ----- | -------------------- | -- | ---------------- | -- |
| 1     | Jörg Roßkopf         | 6  | Wang Nan         | 2  |
| 2     | Kim Taek-soo         | 7  | Li Ju            | 2  |
| 3     | Zoran Primorac       | 6  | Tong Fei-Ming    | 2  |
| 4     | Liu Guoliang         | 4  | Ryu Ji-hae       | 2  |
| 5     | Kong Linghui         | 5  | Yang Ying        | 2  |
| 5     | Jan-Ove Waldner      | 14 | Jing Tian-Zörner | 1  |
| 5     | Vladimir Samsonov    | 3  | Li Chunli        | 2  |
| 5     | Ma Lin               | 1  | Ni Xialian       | 3  |
| 9     | Jean-Philippe Gatien | 6  | Csilla Bátorfi   | 2  |
| 9     | Peter Karlsson       | 4  | Park Hae-jung    | 2  |
| 9     | Kalinikos Kreanga    | 3  | Jie Schöpp       | 3  |
| 9     | Jean-Michel Saive    | 9  | Krisztina Tóth   | 2  |
| 13    | Ahmed Saleh          | 1  | Geng Lijuan      | 3  |
| 13    | Wenguan Huang        | 6  | Nicole Struse    | 2  |
| 13    | Liu Song             | 1  | Tsui Hsiu-Li     | 1  |
| 13    | Mark Smythe          | 1  | Xu Jing          | 1  |

## Männer

### Gruppenphase

#### Gruppe 1
|                    | Ergebnis |                                              |
| ------------------ | -------- | -------------------------------------------- |
| Jan-Ove Waldner    | 2:1      | Uladsimir Samsonau (engl. Vladimir Samsonov) |
| Jan-Ove Waldner    | 2:1      | Kalinikos Kreanga                            |
| Jan-Ove Waldner    | 2:0      | Mark Smythe                                  |
| Uladsimir Samsonau | 2:1      | Kalinikos Kreanga                            |
| Uladsimir Samsonau | 2:0      | Mark Smythe                                  |
| Kalinikos Kreanga  | 2:0      | Mark Smythe                                  |

| Platz | Spieler                                      | Spiele | Sätze | Punkte |
| ----- | -------------------------------------------- | ------ | ----- | ------ |
| 1     | Jan-Ove Waldner                              | 3      | 6:2   | 6      |
| 2     | Uladsimir Samsonau (engl. Vladimir Samsonov) | 3      | 5:3   | 5      |
| 3     | Kalinikos Kreanga                            | 3      | 4:4   | 4      |
| 4     | Mark Smythe                                  | 3      | 0:6   | 3      |

#### Gruppe 2
|                      | Ergebnis |                      |
| -------------------- | -------- | -------------------- |
| Kong Linghui         | 2:1      | Ma Lin               |
| Kong Linghui         | 2:0      | Jean-Philippe Gatien |
| Kong Linghui         | 2:0      | Ahmed Saleh          |
| Ma Lin               | 2:0      | Jean-Philippe Gatien |
| Ma Lin               | 2:0      | Ahmed Saleh          |
| Jean-Philippe Gatien | 2:0      | Ahmed Saleh          |

| Platz | Spieler              | Spiele | Sätze | Punkte |
| ----- | -------------------- | ------ | ----- | ------ |
| 1     | Kong Linghui         | 3      | 6:1   | 6      |
| 2     | Ma Lin               | 3      | 5:2   | 5      |
| 3     | Jean-Philippe Gatien | 3      | 2:4   | 4      |
| 4     | Ahmed Saleh          | 3      | 0:6   | 3      |

#### Gruppe 3
|                | Ergebnis |                |
| -------------- | -------- | -------------- |
| Zoran Primorac | 2:1      | Kim Taek-soo   |
| Zoran Primorac | 2:0      | Peter Karlsson |
| Zoran Primorac | 2:0      | Liu Song       |
| Kim Taek-soo   | 2:1      | Peter Karlsson |
| Kim Taek-soo   | 2:0      | Liu Song       |
| Peter Karlsson | 2:0      | Liu Song       |

| Platz | Spieler        | Spiele | Sätze | Punkte |
| ----- | -------------- | ------ | ----- | ------ |
| 1     | Zoran Primorac | 3      | 6:1   | 6      |
| 2     | Kim Taek-soo   | 3      | 5:3   | 5      |
| 3     | Peter Karlsson | 3      | 3:4   | 4      |
| 4     | Liu Song       | 3      | 0:6   | 3      |

#### Gruppe 4
|                   | Ergebnis |                   |
| ----------------- | -------- | ----------------- |
| Liu Guoliang      | 2:0      | Jörg Roßkopf      |
| Liu Guoliang      | 2:0      | Jean-Michel Saive |
| Liu Guoliang      | 2:-      | Wenguan Huang     |
| Jörg Roßkopf      | 2:0      | Jean-Michel Saive |
| Jörg Roßkopf      | 2:0      | Wenguan Huang     |
| Jean-Michel Saive | 2:0      | Wenguan Huang     |

| Platz | Spieler           | Spiele | Sätze | Punkte |
| ----- | ----------------- | ------ | ----- | ------ |
| 1     | Liu Guoliang      | 3      | 6:0   | 6      |
| 2     | Jörg Roßkopf      | 3      | 4:2   | 5      |
| 3     | Jean-Michel Saive | 3      | 2:4   | 4      |
| 4     | Wenguan Huang     | 2      | 0:6   | 2      |

### Hauptrunde
|  | Viertelfinale      | Viertelfinale |                |                | Halbfinale       | Halbfinale |  |  | Finale | Finale |
|  |                    |               |                |                |                  |            |  |  |        |        |
|  |                    |               |                |                |                  |            |  |  |        |        |
|  | Jan-Ove Waldner    | 1             |                |                |                  |            |  |  |        |        |
|  | Jan-Ove Waldner    | 1             |                |                |                  |            |  |  |        |        |
|  | Kim Taek-soo       | 3             |                |                |                  |            |  |  |        |        |
|  | Kim Taek-soo       | 3             | Kim Taek-soo   | 3              |                  |            |  |  |        |        |
|  |                    |               | Kim Taek-soo   | 3              |                  |            |  |  |        |        |
|  |                    | Liu Guoliang  | 0              |                |                  |            |  |  |        |        |
|  | Ma Lin             | Liu Guoliang  | 0              | 2              |                  |            |  |  |        |        |
|  | Ma Lin             |               |                | 2              |                  |            |  |  |        |        |
|  | Liu Guoliang       | 3             |                |                |                  |            |  |  |        |        |
|  |                    |               | Kim Taek-soo   | 2              |                  |            |  |  |        |        |
|  |                    |               |                | Jörg Roßkopf   | 3                |            |  |  |        |        |
|  | Zoran Primorac     | 3             |                |                |                  |            |  |  |        |        |
|  | Uladsimir Samsonau | 1             |                |                |                  |            |  |  |        |        |
|  | Uladsimir Samsonau | 1             | Zoran Primorac | 0              |                  |            |  |  |        |        |
|  |                    |               | Zoran Primorac | 0              | Spiel um Platz 3 |            |  |  |        |        |
|  |                    | Jörg Roßkopf  | 3              |                |                  |            |  |  |        |        |
|  | Jörg Roßkopf       | Jörg Roßkopf  | 3              | 3              | Liu Guoliang     | 1          |  |  |        |        |
|  | Jörg Roßkopf       |               |                | 3              | Liu Guoliang     | 1          |  |  |        |        |
|  | Kong Linghui       | 2             |                | Zoran Primorac | 3                |            |  |  |        |        |
|  | Kong Linghui       | 2             |                |                | 3                |            |  |  |        |        |
|  |                    |               |                |                |                  |            |  |  |        |        |

## Frauen

### Gruppenphase

#### Gruppe 1
|                | Ergebnis |                |
| -------------- | -------- | -------------- |
| Li Chunli      | 2:1      | Li Ju          |
| Li Chunli      | 2:0      | Krisztina Tóth |
| Li Chunli      | 1:2      | Geng Lijuan    |
| Li Ju          | 2:0      | Krisztina Tóth |
| Li Ju          | 2:0      | Geng Lijuan    |
| Krisztina Tóth | 2:0      | Geng Lijuan    |

| Platz | Spieler        | Spiele | Sätze | Punkte |
| ----- | -------------- | ------ | ----- | ------ |
| 1     | Li Chunli      | 3      | 5:3   | 5      |
| 2     | Li Ju          | 3      | 5:2   | 5      |
| 3     | Krisztina Tóth | 3      | 2:4   | 4      |
| 4     | Geng Lijuan    | 3      | 2:5   | 4      |

#### Gruppe 2
|                  | Ergebnis |              |
| ---------------- | -------- | ------------ |
| Jing Tian-Zörner | 2:1      | Wang Nan     |
| Jing Tian-Zörner | 2:1      | Jie Schöpp   |
| Jing Tian-Zörner | 2:0      | Tsui Hsiu-Li |
| Wang Nan         | 2:0      | Jie Schöpp   |
| Wang Nan         | 2:1      | Tsui Hsiu-Li |
| Jie Schöpp       | 2:0      | Tsui Hsiu-Li |

| Platz | Spieler          | Spiele | Sätze | Punkte |
| ----- | ---------------- | ------ | ----- | ------ |
| 1     | Jing Tian-Zörner | 3      | 6:2   | 6      |
| 2     | Wang Nan         | 3      | 5:3   | 5      |
| 3     | Jie Schöpp       | 3      | 3:4   | 4      |
| 4     | Tsui Hsiu-Li     | 3      | 1:6   | 3      |

#### Gruppe 3
|                | Ergebnis |                |
| -------------- | -------- | -------------- |
| Yang Ying      | 1:2      | Ryu Ji-hae     |
| Yang Ying      | 2:0      | Csilla Bátorfi |
| Yang Ying      | 2:0      | Xu Jing        |
| Ryu Ji-hae     | 1:2      | Csilla Bátorfi |
| Ryu Ji-hae     | 2:0      | Xu Jing        |
| Csilla Bátorfi | 2:0      | Xu Jing        |

| Platz | Spieler        | Spiele | Sätze | Punkte |
| ----- | -------------- | ------ | ----- | ------ |
| 1     | Yang Ying      | 3      | 5:2   | 5      |
| 2     | Ryu Ji-hae     | 3      | 5:3   | 5      |
| 3     | Csilla Bátorfi | 3      | 4:3   | 5      |
| 4     | Xu Jing        | 3      | 0:6   | 3      |

#### Gruppe 4
|               | Ergebnis |               |
| ------------- | -------- | ------------- |
| Ni Xialian    | 2:1      | Tong Fei-Ming |
| Ni Xialian    | 2:1      | Park Hae-jung |
| Ni Xialian    | 1:2      | Nicole Struse |
| Tong Fei-Ming | 2:0      | Park Hae-jung |
| Tong Fei-Ming | 2:0      | Nicole Struse |
| Park Hae-jung | 2:0      | Nicole Struse |

| Platz | Spieler       | Spiele | Sätze | Punkte |
| ----- | ------------- | ------ | ----- | ------ |
| 1     | Ni Xialian    | 3      | 5:4   | 5      |
| 2     | Tong Fei-Ming | 3      | 5:2   | 5      |
| 3     | Park Hae-jung | 3      | 3:4   | 4      |
| 4     | Nicole Struse | 3      | 2:5   | 4      |

### Hauptrunde
|  | Viertelfinale    | Viertelfinale |               |            | Halbfinale       | Halbfinale |  |  | Finale | Finale |
|  |                  |               |               |            |                  |            |  |  |        |        |
|  |                  |               |               |            |                  |            |  |  |        |        |
|  | Li Chunli        | 2             |               |            |                  |            |  |  |        |        |
|  | Li Chunli        | 2             |               |            |                  |            |  |  |        |        |
|  | Tong Fei-Ming    | 3             |               |            |                  |            |  |  |        |        |
|  | Tong Fei-Ming    | 3             | Tong Fei-Ming | 0          |                  |            |  |  |        |        |
|  |                  |               | Tong Fei-Ming | 0          |                  |            |  |  |        |        |
|  |                  | Wang Nan      | 3             |            |                  |            |  |  |        |        |
|  | Wang Nan         | Wang Nan      | 3             | 3          |                  |            |  |  |        |        |
|  | Wang Nan         |               |               | 3          |                  |            |  |  |        |        |
|  | Yang Ying        | 0             |               |            |                  |            |  |  |        |        |
|  |                  |               | Wang Nan      | 3          |                  |            |  |  |        |        |
|  |                  |               |               | Li Ju      | 0                |            |  |  |        |        |
|  | Ni Xialian       | 1             |               |            |                  |            |  |  |        |        |
|  | Ryu Ji-hae       | 3             |               |            |                  |            |  |  |        |        |
|  | Ryu Ji-hae       | 3             | Ryu Ji-hae    | 1          |                  |            |  |  |        |        |
|  |                  |               | Ryu Ji-hae    | 1          | Spiel um Platz 3 |            |  |  |        |        |
|  |                  | Li Ju         | 3             |            |                  |            |  |  |        |        |
|  | Li Ju            | Li Ju         | 3             | 3          | Tong Fei-Ming    | 3          |  |  |        |        |
|  | Li Ju            |               |               | 3          | Tong Fei-Ming    | 3          |  |  |        |        |
|  | Jing Tian-Zörner | 0             |               | Ryu Ji-hae | 0                |            |  |  |        |        |
|  | Jing Tian-Zörner | 0             |               |            | 0                |            |  |  |        |        |
|  |                  |               |               |            |                  |            |  |  |        |        |

## Sonstiges
Mit 14 World-Cup-Teilnahmen verbesserte Jan-Ove Waldner seinen Rekord vom Vorjahr.